# Bukówko
Bukówko (deutsch Neu Buckow) ist ein Dorf in der polnischen Woiwodschaft Westpommern. Es liegt im Powiat Białogardzki (Belgard) und gehört zur Landgemeinde Tychowo (Groß Tychow).

## Geographische Lage
Bukówko liegt 15 Kilometer östlich von Białogard an der Woiwodschaftsstraße 167 von Koszalin (Köslin) nach Tychowo. In die Kreisstadt Białogard führt eine Nebenstraßenverbindung über Dobrowo (Dubberow) und Klępino Białogardzkie (Klempin). Das Gemeindegebiet wird von West nach Ost von der ehemaligen Kleinbahnstrecke Białogard – Świelino (Schwellin), und von Süd nach Nord durch die Chotla (Kautel) zerschnitten.

## Name
Der Ortsname stammt aus dem Wendischen und bedeutet „Buchenhof“.

## Geschichte

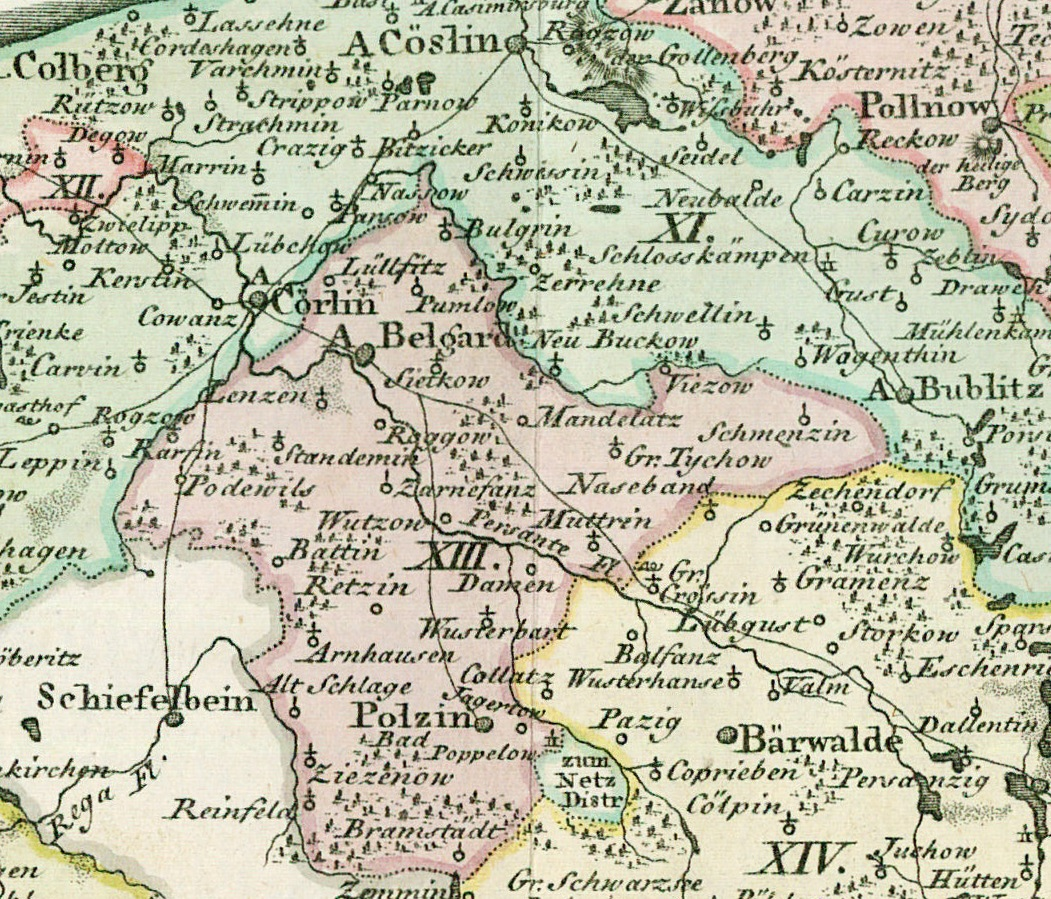
Neu Buckow auf einer Karte von 1793 (östlich von Belgard)

Urnenfunde und die Ausgrabung eines Steinkistengrabes deuten auf eine germanische Besiedlung bereits vor den Wenden hin.
Das hinterpommersche Neu Buckow war ein altes Lehen derer von Münchow. 1810 wurde die Familie von Heydebreck Besitzerin des 1489 Hektar großen Gutes samt Schloss.
Zur Gemeinde Neu Buckow gehörten die Ausbauten Hahnenkaten, das Vorwerk Sodhof, die Försterei Zabelsberg (heute polnisch: Czapia Góra) und der Gutshof Rottow (Retowo). Im Jahre 1939 hatte das Dorf 626 Einwohner in 152 Haushaltungen. Die Gemeindefläche umfasste 2982,6 Hektar.
Neu Buckow kam durch Auflösung des Kreises Bublitz am 1. Oktober 1932 zum Landkreis Belgard (Persante). Es bildete einen eigenen Amtsbezirk und gehörte zum Standesamtsbezirk Buckow sowie dem Amtsgerichtsbereich Bublitz. Letzte deutsche Amtsträger vor 1945 waren Bürgermeister Wilhelm Syring und Amtsvorsteher Heinrich Borgmann.
1945 hat es im Dorf keine kriegsbedingten Zerstörungen gegeben. Neu Buckow kam zu Polen, die ansässige Bevölkerung wurde in den Jahren 1946/47 vertrieben. Heute ist Bukówko ein Ortsteil der Gmina Tychowo.

## Kirche

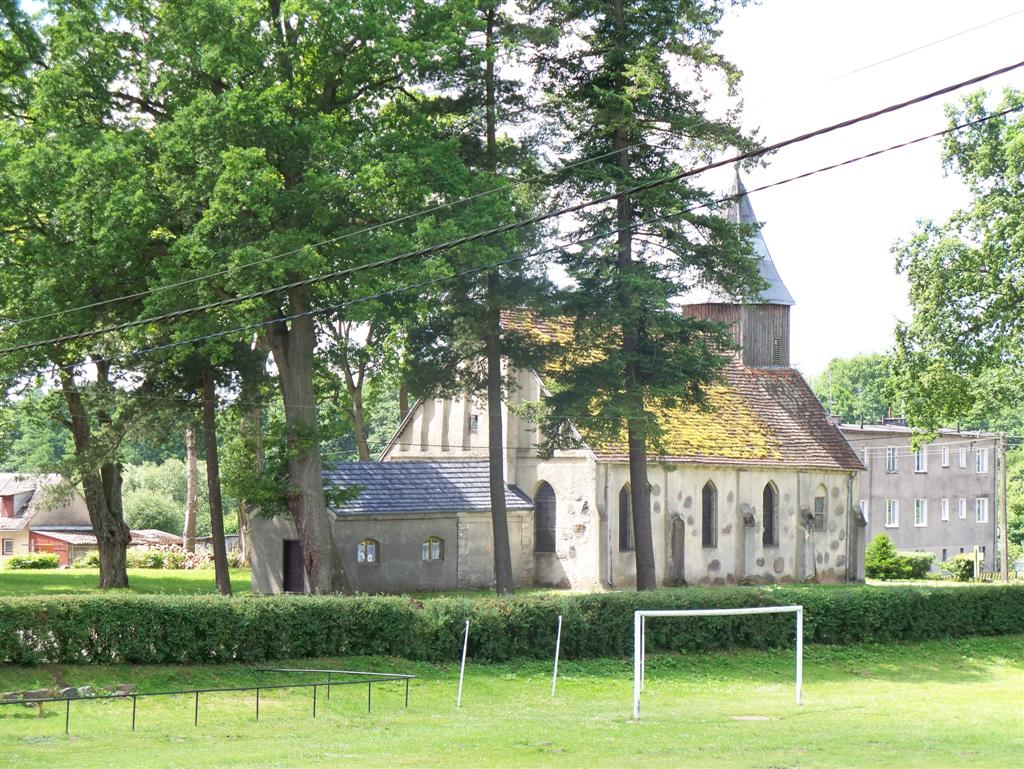
Dorfkirche in Neu Buckow (Bukówko)

### Kirchengemeinde
Neu Buckow war ehemals eine selbständige evangelische Pfarrgemeinde mit eigenem Geistlichen. Zur Parochie gehörten noch die Dörfer Alt Buckow, Mandelatz, Rottow und Schlennin. Sie war dem Kirchenkreis Köslin zugeordnet.
Im Jahre 1821 wurde die Kirchengemeinde Neu Buckow dem Kirchspiel Groß Tychow (mit Kapelle Kieckow) und damit dem Kirchenkreis Belgard in der Kirchenprovinz Pommern der Evangelischen Kirche der Altpreußischen Union zugeteilt. Letzter deutscher Pfarrer war Werner Braun. Das Kirchenpatronat hatte Rittergutsbesitzer von Heydebreck inne.
Heute gehören die evangelischen Einwohner von Bukówko zur Kirchengemeinde Koszalin (Diözese Pommern-Großpolen) der polnischen Evangelisch-Augsburgischen Kirche. Der Ort hat jetzt eine überwiegend römisch-katholische Einwohnerschaft. Sie ist in die Pfarrei Dobrowo (Klein Dubberkow) eingegliedert, die zum Dekanat Białogard (Belgard) im Bistum Köslin-Kolberg der Katholischen Kirche in Polen gehört.

### Pfarrer 1545 bis 1821
1. Bartholomäus Adam, 1562–?
2. NN.
3. Martin Wagener, ?–1657
4. Laurentius Magin, 1657–1672
5. David Messerschmidt, 1672–1717
6. Isaak Musäus, 1717–1719
7. Christian Stephani, 1721–1747
8. Gottlieb Clemens Stockmann, 1750–1786
9. Johann Jakob Kirchhof, 1787–1791
10. Franz Georg Burchardi, 1791–1802
11. Valentin Friedrich Hube, 1802–1812

### Dorfkirche
Die alte Feldsteinkirche hat ein Zeltdach mit holzverkleidetem Turmaufsatz. Trotz zahlreicher Veränderungen im Innern sind die sechs buntverglasten, bleigefassten Fenster (ein Geschenk des Patrons von Heydebreck 1865) bis heute erhalten.

## Persönlichkeiten
- Paul Schwemer (1889–1938), deutscher Maler und Grafiker